# Die Waltons/Episodenliste
Diese Episodenliste enthält alle Episoden der US-amerikanischen Fernsehserie Die Waltons, sortiert nach der US-amerikanischen Erstausstrahlung. Zwischen 1972 und 1981 entstanden in neun Staffeln 221 Episoden mit einer Länge von jeweils etwa 45 Minuten. Von 1980 bis 1997 folgten noch sechs Fernsehfilme und eine Special-Episode.

## Übersicht
| Staffel      | Episodenanzahl | Erstausstrahlung USA | Erstausstrahlung USA | Deutschsprachige Erstausstrahlung | Deutschsprachige Erstausstrahlung |
| Staffel      | Episodenanzahl | Premiere             | Finale               | Premiere                          | Finale                            |
| ------------ | -------------- | -------------------- | -------------------- | --------------------------------- | --------------------------------- |
| Pilotfilm    | 1              | 19. Dezember 1971    | 19. Dezember 1971    |                                   |                                   |
| 1            | 25             | 14. September 1972   | 19. April 1973       | 12. Januar 1975                   | 16. Juni 1994                     |
| 2            | 25             | 13. September 1973   | 14. März 1974        | 7. September 1975                 | 2. August 1994                    |
| 3            | 25             | 12. September 1974   | 6. März 1975         | 25. Juli 1976                     | 13. September 1994                |
| 4            | 25             | 11. September 1975   | 4. März 1976         | 6. Februar 1977                   | 17. Oktober 1994                  |
| 5            | 25             | 23. September 1976   | 17. März 1977        | 2. März 1980                      | 23. November 1994                 |
| 6            | 26             | 15. September 1977   | 30. März 1978        | 28. September 1980                | 19. Dezember 1994                 |
| 7            | 24             | 21. September 1978   | 22. März 1979        | 15. Februar 1981                  | 31. Januar 1995                   |
| 8            | 24             | 20. September 1979   | 13. März 1980        | 4. April 1985                     | 8. Mai 1995                       |
| Special      | 1              | 22. Mai 1980         | 22. Mai 1980         |                                   |                                   |
| 9            | 22             | 27. November 1980    | 4. Juni 1981         | 8. Juni 2000                      | 7. Juli 2000                      |
| Fernsehfilme | 6              | 22. Februar 1982     | 27. April 1997       | 30. März 1991                     | 6. August 2000                    |

## Pilotfilm
| Nr. | Deutscher Titel | Originaltitel                     | Erstausstrahlung USA | Deutschsprachige Erstausstrahlung (–) | Regie        | Drehbuch    |
| --- | --------------- | --------------------------------- | -------------------- | ------------------------------------- | ------------ | ----------- |
| 1   | –               | The Homecoming: A Christmas Story | 19. Dez. 1971        | –                                     | Fielder Cook | Earl Hamner |

## Staffel 1
| Nr. (ges.) | Nr. (St.) | Deutscher Titel                    | Originaltitel         | Erstausstrahlung USA | Deutschsprachige Erstausstrahlung (D) | Regie           | Drehbuch                         |
| ---------- | --------- | ---------------------------------- | --------------------- | -------------------- | ------------------------------------- | --------------- | -------------------------------- |
| 1          | 1         | Das Findelkind                     | The Foundling         | 14. Sep. 1972        | 12. Jan. 1975                         | Vincent Sherman | John McGreevey                   |
| 2          | 2         | Der Wanderzirkus                   | The Carnival          | 21. Sep. 1972        | 23. März 1975                         | Alf Kjellin     | Nigel McKeand                    |
| 3          | 3         | Das Kälbchen                       | The Calf              | 28. Sep. 1972        | 8. Juni 1994                          | Alf Kjellin     | Jim Byrnes                       |
| 4          | 4         | John–Boys erste Jagd               | The Hunt              | 5. Okt. 1972         | 26. Jan. 1975                         | Robert Butler   | John McGreevey                   |
| 5          | 5         | Die Schreibmaschine                | The Typewriter        | 12. Okt. 1972        | 9. Feb. 1975                          | Philip Leacock  | Theodore Apstein                 |
| 6          | 6         | Es steht in den Sternen            | The Star              | 19. Okt. 1972        | 23. Feb. 1975                         | Alf Kjellin     | John McGreevey                   |
| 7          | 7         | Junge Prediger                     | The Sinner            | 26. Okt. 1972        | 14. Juni 1994                         | Philip Leacock  | John Furia                       |
| 8          | 8         | Der Ausreißer                      | The Boy from C.C.C.   | 2. Nov. 1972         | 9. März 1975                          | Harry Harris    | William Welch                    |
| 9          | 9         | Eintritt ins Mannesalter           | The Cerenomy          | 9. Nov. 1972         | 16. Juni 1994                         | Vincent Sherman | Nigel McKeand                    |
| 10         | 10        | Mein Freund Tip                    | The Legend            | 16. Nov. 1972        | 6. Apr. 1975                          | Lee Philips     | John McGreevey                   |
| 11         | 11        | Der Schriftsteller                 | The Liberty Man       | 30. Nov. 1972        | 20. Apr. 1975                         | Philip Leacock  | Colley Cibber                    |
| 12         | 12        | Die Verwandten aus Kansas          | The Dust Bowl Cousins | 7. Dez. 1972         | 4. Mai 1975                           | Robert Butler   | Paul Savage                      |
| 13         | 13        | Der große Familientag              | The Reunion           | 14. Dez. 1972        | 1. Juni 1975                          | Jack Shea       | Earl Hamner                      |
| 14         | 14        | Mary Ellen und der fahrende Sänger | The Minstrel          | 21. Dez. 1972        | 15. Juli 1975                         | Philip Leacook  | John Furia                       |
| 15         | 15        | Die Schauspielerin                 | The Actress           | 4. Jan. 1973         | 13. Juli 1975                         | Vincent Sherman | William Bast                     |
| 16         | 16        | Das Feuer                          | The Fire              | 11. Jan. 1973        | 27. Juli 1975                         | Harry Harris    | Earl Hamner                      |
| 17         | 17        | Die Begegnung mit Jenny            | The Love Story        | 18. Jan. 1973        | 10. Okt. 1975                         | Lee Philips     | Earl Hamner                      |
| 18         | 18        | Onkel Codys Werbung                | The Courtship         | 25. Jan. 1973        | 29. Juni 1975                         | Harry Harris    | Jeb Rosebrook                    |
| 19         | 19        | Von Fremden zu Freunden            | The Gypsies           | 1. Feb. 1973         | 5. Okt. 1975                          | Harry Harris    | Paul Savage                      |
| 20         | 20        | John–Boy und die große Stadt       | The Deed              | 8. Feb. 1973         | 19. Okt. 1975                         | Vincent Sherman | James Menzies                    |
| 21         | 21        | Die Schülerin                      | The Scholar           | 22. Feb. 1973        | 2. Nov. 1975                          | Lee Philips     | John McGreevey                   |
| 22         | 22        | Das Fahrrad                        | The Bicycle           | 1. März 1973         | 24. Aug. 1975                         | Alf Kjellin     | Nigel McKeand                    |
| 23         | 23        | Ein feiner Herr                    | The Townie            | 8. März 1973         | 21. Sep. 1975                         | Jack Shea       | Richard Fiedler                  |
| 24         | 24        | —                                  | An Easter Story (1)   | 19. Apr. 1973        | –                                     | Philip Leacock  | John McGreevey Idee: Earl Hamner |
| 25         | 25        | —                                  | An Easter Story (2)   | 19. Apr. 1973        | –                                     | Philip Leacock  | John McGreevey Idee: Earl Hamner |

## Staffel 2
| Nr. (ges.) | Nr. (St.) | Deutscher Titel                      | Originaltitel              | Erstausstrahlung USA | Deutschsprachige Erstausstrahlung (D) | Regie          | Drehbuch                                             |
| ---------- | --------- | ------------------------------------ | -------------------------- | -------------------- | ------------------------------------- | -------------- | ---------------------------------------------------- |
| 26         | 1         | Die Hochzeit am Meer                 | The Journey                | 13. Sep. 1973        | 7. Sep. 1975                          | Harry Harris   | Nigel McKeand                                        |
| 27         | 2         | Die Einsame Hütte                    | The Odyssey                | 20. Sep. 1973        | 30. Nov. 1975                         | Jack Shea      | Joanna Lee                                           |
| 28         | 3         | Das große Mißverständnis             | The Separation             | 27. Sep. 1973        | 14. Dez. 1975                         | Philip Leacock | Richard Carr Idee: Ellen Corby                       |
| 29         | 4         | Der Verdacht                         | The Theft                  | 4. Okt. 1973         | 16. Nov. 1975                         | Harry Harris   | Robert M. Young                                      |
| 30         | 5         | Jody sucht seine Zukunft             | The Roots                  | 11. Okt. 1973        | 25. Jan. 1976                         | Philip Leacock | Sheldon Stark                                        |
| 31         | 6         | Der Hühnerdieb                       | The Chicken Thief          | 18. Okt. 1973        | 25. Jan. 1976                         | Ralph Senensky | Richard Carr                                         |
| 32         | 7         | Der Preis                            | The Prize                  | 25. Okt. 1973        | 8. Feb. 1976                          | Philip Leacock | Dale Eunson                                          |
| 33         | 8         | Ein guter Wurf                       | The Braggart               | 1. Nov. 1973         | 18. Juli 1994                         | Jack Shea      | Richard Fiedler                                      |
| 34         | 9         | Wo die Liebe hinfällt                | The Fawn                   | 8. Nov. 1973         | 19. Juli 1994                         | Ralph Waite    | John McGreevey                                       |
| 35         | 10        | Zeit der schweren Prüfungen – Teil 1 | The Thanksgiving Story (1) | 15. Nov. 1973        | 20. Juli 1994                         | Philip Leacock | Joanna Lee Idee: Earl Hamner                         |
| 36         | 11        | Zeit der schweren Prüfungen – Teil 2 | The Thanksgiving Story (2) | 15. Nov. 1973        | 21. Juli 1994                         | Philip Leacock | Joanna Lee Idee: Earl Hamner                         |
| 37         | 12        | Miss Hunters Vertretung              | The Substitute             | 22. Nov. 1973        | 22. Feb. 1976                         | Lee Philips    | John McGreevey                                       |
| 38         | 13        | Die Erbschaft                        | The Bequest                | 29. Nov. 1973        | 11. Jan. 1976                         | Alf Kjellin    | Mort Thaw                                            |
| 39         | 14        | Der Postflieger                      | The Air Mail Man           | 13. Dez. 1973        | 7. März 1976                          | Robert Butler  | Peter L. Dixon & Sarah Dixon                         |
| 40         | 15        | Eine außergewöhnliche Person         | The Triangle               | 20. Dez. 1973        | 21. März 1976                         | Lee Philips    | Lionel E. Siegel                                     |
| 41         | 16        | Der Kuß                              | The Awakening              | 3. Jan. 1974         | 4. Apr. 1976                          | Lee Philips    | Joanna Lee                                           |
| 42         | 17        | Die Flitterwochen                    | The Honeymoon              | 10. Jan. 1974        | 18. Apr. 1976                         | Jack Shea      | John McGreevey                                       |
| 43         | 18        | Hunderttausend Dollar                | The Heritage               | 17. Jan. 1974        | 1. Aug. 1994                          | Harry Harris   | Dale Eunson                                          |
| 44         | 19        | Nur noch ein Jahr                    | The Gift                   | 24. Jan. 1974        | 2. Aug. 1994                          | Ralph Senensky | Carol Evan McKeand Idee: Ray Goldrup & Jack Hanrahan |
| 45         | 20        | Die Wiege                            | The Cradle                 | 31. Jan. 1974        | 16. Mai 1976                          | Ralph Senensky | Joanna Lee                                           |
| 46         | 21        | Ein Zuhause für Stevie               | The Fulfillment            | 7. Feb. 1974         | 2. Mai 1976                           | Nick Webster   | Michael Russnow & Tony Kayden                        |
| 47         | 22        | Eine Geistergeschichte               | The Ghost Story            | 14. Feb. 1974        | 30. Mai 1976                          | Ralph Waite    | Nigel McKeand                                        |
| 48         | 23        | Die Abschlußprüfung                  | The Graduation             | 21. Feb. 1974        | 13. Juni 1976                         | Alf Kjellin    | Lionel E. Siegel                                     |
| 49         | 24        | Eine günstige Gelegenheit            | The Five Foot Shelf        | 7. März 1974         | 27. Juni 1976                         | Ralph Waite    | John Hawkins                                         |
| 50         | 25        | Das Auto                             | The Car                    | 14. März 1974        | 11. Juli 1976                         | Philip Leacock | Chris Andrews                                        |

## Staffel 3
| Nr. (ges.) | Nr. (St.) | Deutscher Titel                    | Originaltitel    | Erstausstrahlung USA | Deutschsprachige Erstausstrahlung (D) | Regie             | Drehbuch                                               |
| ---------- | --------- | ---------------------------------- | ---------------- | -------------------- | ------------------------------------- | ----------------- | ------------------------------------------------------ |
| 51         | 1         | Blutsbande – Teil 1                | The Conflict (1) | 12. Sep. 1974        | 11. Aug. 1994                         | Ralph Senensky    | Jeb Rosebrook                                          |
| 52         | 2         | Blutsbande – Teil 2                | The Conflict (2) | 12. Sep. 1974        | 18. Aug. 1994                         | Ralph Senensky    | Jeb Rosebrook                                          |
| 53         | 3         | Der erste Tag                      | The First Day    | 19. Sep. 1974        | 25. Juli 1976                         | Lee Philips       | John McGreevey                                         |
| 54         | 4         | Das Vollblut                       | The Thoroughbred | 26. Sep. 1974        | 8. Aug. 1976                          | Harry Harris      | Michael Russnow & Tony Kayden                          |
| 55         | 5         | Das unverstandene Kind             | The Runaway      | 3. Okt. 1974         | 17. Aug. 1994                         | Harry Harris      | Larry Bischof Idee: Carol Evan McKeand & Larry Bischof |
| 56         | 6         | Olivias Wunschtraum                | The Romance      | 10. Okt. 1974        | 22. Aug. 1976                         | Ivan Dixon        | Hindi Brooks                                           |
| 57         | 7         | Damenhaftes Verhalten              | The Ring         | 17. Okt. 1974        | 19. Aug. 1994                         | Philip Leacock    | Nigel McKeand                                          |
| 58         | 8         | Das Ehrenwort                      | The System       | 24. Okt. 1974        | 22. Aug. 1994                         | Harry Harris      | Jeb Rosebrook                                          |
| 59         | 9         | Das Leben auf dem Lande            | The Spoilers     | 31. Okt. 1974        | 23. Aug. 1994                         | Jack Shea         | Caryl Ledner                                           |
| 60         | 10        | Der Dauertanz                      | The Marathon     | 7. Nov. 1974         | 5. Sep. 1976                          | Ralph Senensky    | Nigel McKeand                                          |
| 61         | 11        | Das Buch                           | The Book         | 14. Nov. 1974        | 19. Sep. 1976                         | Harry Harris      | Joseph Bonaduce                                        |
| 62         | 12        | Der Job                            | The Job          | 21. Nov. 1974        | 10. Okt. 1976                         | Ivan Dixon        | Nigel McKeand                                          |
| 63         | 13        | Was will John?                     | The Departure    | 5. Dez. 1974         | 7. Nov. 1976                          | Ivan Dixon        | Joanna Lee                                             |
| 64         | 14        | Das Herz gibt nie auf              | The Visitor      | 12. Dez. 1974        | 30. Aug. 1994                         | Ralph Waite       | Kathleen Hite                                          |
| 65         | 15        | Der Geburtstag                     | The Birthday     | 19. Dez. 1974        | 21. Nov. 1976                         | Ivan Dixon        | Nancy Greenwald                                        |
| 66         | 16        | Nur die Sterne wissen, was geschah | The Lie          | 2. Jan. 1975         | 1. Sep. 1994                          | Jack Shea         | Hindi Brooks                                           |
| 67         | 17        | Eine Frau für Ike                  | The Machtmakers  | 9. Jan. 1975         | 24. Okt. 1976                         | Jack Shea         | John McGreevey                                         |
| 68         | 18        | Das Lügenmärchen                   | The Beguiled     | 16. Jan. 1975        | 5. Dez. 1976                          | Ralph Senensky    | Kathleen Hite                                          |
| 69         | 19        | Die Dickschädel                    | The Caretakers   | 23. Jan. 1975        | 19. Dez. 1976                         | Ivan Dixon        | Richard Carr                                           |
| 70         | 20        | Gefahr für eine junge Ehe          | The Shivaree     | 30. Jan. 1975        | 7. Sep. 1994                          | Lee Philips       | Max Hodge                                              |
| 71         | 21        | Jason sucht seinen Weg             | The Choice       | 6. Feb. 1975         | 9. Jan. 1977                          | Alf Kjellin       | Nancy Greenwald                                        |
| 72         | 22        | Jugenderinnerungen                 | The Statue       | 13. Feb. 1975        | 9. Sep. 1994                          | Ralph Waite       | Earl Hamner Idee: Sumner Long                          |
| 73         | 23        | Das Lied der Liebe                 | The Song         | 20. Feb. 1975        | 12. Sep. 1994                         | Richard Thomas    | Richard Carr & Armand Lanzano Idee: Richard Carr       |
| 74         | 24        | Die zweite Hochzeit                | The Woman        | 27. Feb. 1975        | 13. Sep. 1994                         | Harvey S. Laidman | Hindi Brooks                                           |
| 75         | 25        | Die neue Sägemühle                 | The Venture      | 6. März 1975         | 23. Jan. 1977                         | Ralph Waite       | Joseph Bonaduce                                        |

## Staffel 4
| Nr. (ges.) | Nr. (St.) | Deutscher Titel                  | Originaltitel    | Erstausstrahlung USA | Deutschsprachige Erstausstrahlung (D) | Regie              | Drehbuch                                          |
| ---------- | --------- | -------------------------------- | ---------------- | -------------------- | ------------------------------------- | ------------------ | ------------------------------------------------- |
| 76         | 1         | John-Boys Sonntagspredigt        | The Sermon       | 11. Sep. 1975        | 15. Sep. 1994                         | Harry Harris       | Kathleen Hite                                     |
| 77         | 2         | Das Genie                        | The Genius       | 18. Sep. 1975        | 6. Feb. 1977                          | Harry Harris       | Robert Weverka                                    |
| 78         | 3         | Der Boxer                        | The Fighter      | 25. Sep. 1975        | 19. Sep. 1994                         | Ivan Dixon         | Andy White                                        |
| 79         | 4         | Das Klassentreffen               | The Prophecy     | 2. Okt. 1975         | 20. Feb. 1977                         | Harry Harris       | Marion Hargrove                                   |
| 80         | 5         | Richter Baldwin                  | The Boondoggle   | 9. Okt. 1975         | 6. März 1977                          | Ralph Waite        | Claire Whitaker & Rod Peterson                    |
| 81         | 6         | Jason wird gefordert             | The Breakdown    | 16. Okt. 1975        | 19. Juni 1977                         | Ivan Dixon         | John McGreevey                                    |
| 82         | 7         | Die Luftakrobaten                | The Wing-Walker  | 23. Okt. 1975        | 20. März 1977                         | Harvey S. Laidman  | Andy White                                        |
| 83         | 8         | Liebe auf Zeit                   | The Competition  | 30. Okt. 1975        | 26. Sep. 1994                         | Alf Kjellin        | Nancy Greenwald & Paul West Idee: Nancy Greenwald |
| 84         | 9         | Jeder braucht Freunde            | The Emergence    | 6. Nov. 1975         | 5. Juni 1977                          | Alf Kjellin        | Hindi Brooks                                      |
| 85         | 10        | Ein schmerzlicher Verlust        | The Loss         | 13. Nov. 1975        | 28. Sep. 1994                         | Alf Kjellin        | Joan Scott                                        |
| 86         | 11        | Das Angebot                      | The Abdication   | 20. Nov. 1975        | 3. Juli 1977                          | Harvey S. Laidman  | Matt Robinson Idee: Paul West & Matt Robinson     |
| 87         | 12        | Die Entfremdung                  | The Estrangement | 4. Dez. 1975         | 20. Sep. 1994                         | Harry Harris       | Michael Russnow & Tony Kayden                     |
| 88         | 13        | Die Krankenschwester             | The Nurse        | 11. Dez. 1975        | 17. Apr. 1977                         | Alf Kjellin        | Kathleen Hite                                     |
| 89         | 14        | Der Wettbewerb                   | The Intruders    | 18. Dez. 1975        | 1. Mai 1977                           | Richard C. Bennett | Seth Freeman                                      |
| 90         | 15        | Die Autopanne                    | The Search       | 1. Jan. 1976         | 6. Okt. 1994                          | Harry Harris       | Paul West Idee: Ellen Corby                       |
| 91         | 16        | Das Geheimnis um Jim-Bob         | The Secret       | 8. Jan. 1976         | 7. Okt. 1994                          | Harvey S. Laidman  | Claire Whitaker & Rod Peterson                    |
| 92         | 17        | Die Schlacht von San Juan Hill   | The Fox          | 15. Jan. 1976        | 15. Mai 1977                          | Richard Thomas     | Max Hodge                                         |
| 93         | 18        | Eine zerrissene Familie – Teil 1 | The Burn Out (1) | 22. Jan. 1976        | 11. Okt. 1994                         | Harry Harris       | John McGreevey                                    |
| 94         | 19        | Eine zerrissene Familie – Teil 2 | The Burn Out (2) | 22. Jan. 1976        | 12. Okt. 1994                         | Harry Harris       | John McGreevey                                    |
| 95         | 20        | Jedermanns großer Bruder         | The Big Brother  | 29. Jan. 1976        | 13. Okt. 1994                         | Ralph Waite        | John McGreevey                                    |
| 96         | 21        | Olivia und die große Welt        | The Test         | 5. Feb. 1976         | 3. Apr. 1977                          | Harvey S. Laidman  | Kathleen Hite                                     |
| 97         | 22        | Heiratsmarkt für Mary Ellen      | The Quilting     | 12. Feb. 1976        | 17. Okt. 1994                         | Lawrence Dobkin    | Claire Whitaker & Rod Peterson                    |
| 98         | 23        | Das alte Haus                    | The House        | 19. Feb. 1976        | 17. Juli 1977                         | Harvey S. Laidman  | Kirby Timmons                                     |
| 99         | 24        | John-Boy und die Zukunft         | The Fledgling    | 26. Feb. 1976        | 31. Juli 1977                         | Harry Harris       | Earl Hamner                                       |
| 100        | 25        | Eine verwegene junge Dame        | The Collision    | 4. März 1976         | 20. Okt. 1994                         | Richard Thomas     | John McGreevey                                    |

## Staffel 5
| Nr. (ges.) | Nr. (St.) | Deutscher Titel                 | Originaltitel             | Erstausstrahlung USA | Deutschsprachige Erstausstrahlung (D) | Regie             | Drehbuch                                                                                        |
| ---------- | --------- | ------------------------------- | ------------------------- | -------------------- | ------------------------------------- | ----------------- | ----------------------------------------------------------------------------------------------- |
| 101        | 1         | Die neue Zeitung                | The First Edition         | 23. Sep. 1976        | 9. März 1980                          | Lawrence Dobkin   | John McGreevey                                                                                  |
| 102        | 2         | Sorge um Großmutter             | The Vigil                 | 30. Sep. 1976        | 24. Okt. 1994                         | Harry Harris      | Kathleen Hite                                                                                   |
| 103        | 3         | Das Comeback                    | The Comeback              | 7. Okt. 1976         | 2. März 1980                          | Harvey S. Laidman | Seth Freeman                                                                                    |
| 104        | 4         | Die Bekehrung                   | The Baptism               | 14. Okt. 1976        | 26. Okt. 1994                         | Ralph Waite       | Andy White                                                                                      |
| 105        | 5         | Der erste Stein                 | The Fire Storm            | 21. Okt. 1976        | 27. Okt. 1994                         | Ralph Senensky    | Claire Whitaker & Rod Peterson                                                                  |
| 106        | 6         | Schrecken der Nacht             | The Nightwalker           | 28. Okt. 1976        | 28. Okt. 1994                         | Harvey S. Laidman | Paul West                                                                                       |
| 107        | 7         | Die Hochzeit – Teil 1           | The Wedding (1)           | 4. Nov. 1976         | 16. März 1980                         | Lawrence Dobkin   | Claire Whitaker & Rod Peterson                                                                  |
| 108        | 8         | Die Hochzeit – Teil 2           | The Wedding (2)           | 4. Nov. 1976         | 23. März 1980                         | Lawrence Dobkin   | Claire Whitaker & Rod Peterson                                                                  |
| 109        | 9         | Land in Gefahr                  | The Cloudburst            | 11. Nov. 1976        | 2. Nov. 1994                          | Harry Harris      | Paul Cooper                                                                                     |
| 110        | 10        | Das Motorradrennen              | The Great Motorcycle Race | 18. Nov. 1976        | 30. März 1980                         | Richard Thomas    | John Joseph                                                                                     |
| 111        | 11        | Der Ponywagen                   | The Pony Cart             | 2. Dez. 1976         | 13. Apr. 1980                         | Ralph Senensky    | Jack Miller                                                                                     |
| 112        | 12        | Weihnachten in Waltons Mountain | The Best Christmas        | 9. Dez. 1976         | 21. Dez. 1980                         | Lawrence Dobkin   | John McGreevey                                                                                  |
| 113        | 13        | Der letzte Mustang              | The Last Mustang          | 16. Dez. 1976        | 20. Apr. 1980                         | Walter Alzmann    | Calvin Clemens Jr.                                                                              |
| 114        | 14        | Veränderungen                   | The Rebellion             | 23. Dez. 1976        | 27. Apr. 1980                         | Harvey S. Laidman | Kathleen Hite                                                                                   |
| 115        | 15        | Der Traum vom Riesenrad         | The Ferris Wheel          | 6. Jan. 1977         | 10. Nov. 1994                         | Lawrence Dobkin   | Claire Whitaker & Rod Peterson                                                                  |
| 116        | 16        | Erins erste Liebe               | The Elopement             | 13. Jan. 1977        | 4. Mai 1980                           | Harry Harris      | Hindi Brooks                                                                                    |
| 117        | 17        | John muß sich entscheiden       | John’s Crossroad          | 20. Jan. 1977        | 11. Mai 1980                          | Richard Thomas    | Andy White & Paul West                                                                          |
| 118        | 18        | Berufspläne                     | The Career Girl           | 27. Jan. 1977        | 18. Mai 1980                          | Harry Harris      | Kathleen Hite                                                                                   |
| 119        | 19        | Held wieder Willen              | The Hero                  | 3. Feb. 1977         | 17. Nov. 1994                         | Anthony Brand     | Kathleen Hite                                                                                   |
| 120        | 20        | Das Inferno                     | The Inferno               | 10. Feb. 1977        | 31. Aug. 1980                         | Harry Harris      | Claire Whitaker & Rod Peterson                                                                  |
| 121        | 21        | Ein unruhiger Geist             | The Heartbreaker          | 17. Feb. 1977        | 21. Nov. 1994                         | Ralph Waite       | Seth Freeman                                                                                    |
| 122        | 22        | Schlaflose Nächte               | The Long Night            | 24. Feb. 1977        | 7. Sep. 1980                          | Harry Harris      | Claire Whitaker & Rod Peterson Idee: Katharyn Michaelian Powers, Claire Whitaker & Rod Peterson |
| 123        | 23        | Zuflucht in Waltons Mountain    | The Hiding Place          | 3. März 1977         | 23. Nov. 1994                         | Walter Alzmann    | John McGreevey                                                                                  |
| 124        | 24        | Ben macht Geschäfte             | The Go-Getter             | 10. März 1977        | 14. Sep. 1980                         | Lawrence Dobkin   | Andy White & Paul West                                                                          |
| 125        | 25        | John-Boy und sein Buch          | The Achievement           | 17. März 1977        | 21. Sep. 1980                         | Harry Harris      | Dale Eunson & Andy White                                                                        |

## Staffel 6
| Nr. (ges.) | Nr. (St.) | Deutscher Titel                  | Originaltitel                 | Erstausstrahlung USA | Deutschsprachige Erstausstrahlung (D) | Regie           | Drehbuch                                    |
| ---------- | --------- | -------------------------------- | ----------------------------- | -------------------- | ------------------------------------- | --------------- | ------------------------------------------- |
| 126        | 1         | Der Habicht                      | The Hawk                      | 15. Sep. 1977        | 28. Sep. 1980                         | Anthony Brand   | Andy White                                  |
| 127        | 2         | Der Waisenjunge                  | The Stray                     | 22. Sep. 1977        | 12. Okt. 1980                         | Harry Harris    | Kathleen Hite                               |
| 128        | 3         | Die Einsiedlerin                 | The Recluse                   | 29. Sep. 1977        | 23. Nov. 1980                         | Walter Alzmann  | Seth Freeman                                |
| 129        | 4         | Der Indianerfriedhof             | The Warrior                   | 13. Okt. 1977        | 1. Dez. 1994                          | Ralph Senensky  | Joan Scott                                  |
| 130        | 5         | Das Mädchen am Meer              | The Seashore                  | 20. Okt. 1977        | 2. Dez. 1994                          | Lawrence Dobkin | Marion Hargrove                             |
| 131        | 6         | Der Freiwillige                  | The Volunteer                 | 27. Okt. 1977        | 2. Nov. 1980                          | Philip Leacock  | Kathleen Hite                               |
| 132        | 7         | Das erste Enkelkind – Teil 1     | The Grandchild (1)            | 3. Nov. 1977         | 6. Dez. 1994                          | Ralph Senensky  | Claire Whitaker & Rod Peterson              |
| 133        | 8         | Das erste Enkelkind – Teil 2     | The Grandchild (2)            | 3. Nov. 1977         | 7. Dez. 1994                          | Ralph Senensky  | Claire Whitaker & Rod Peterson              |
| 134        | 9         | Abschied                         | The First Casualty            | 10. Nov. 1977        | 9. Nov. 1980                          | Harry Harris    | Andy White                                  |
| 135        | 10        | Manöver am Teich                 | The Battle Of Drucilla’s Pond | 17. Nov. 1977        | 9. Dez. 1994                          | Philip Leacock  | Claire Whitaker & Rod Peterson              |
| 136        | 11        | Die Vagabunden                   | The Flight                    | 1. Dez. 1977         | 7. Dez. 1980                          | Ralph Waite     | Michael Raschella & Carole Raschella        |
| 137        | 12        | Verlorene Jugend                 | The Milestone                 | 8. Dez. 1977         | 13. Dez. 1994                         | Lawrence Dobkin | John McGreevey                              |
| 138        | 13        | Traurige Weihnachtszeit – Teil 1 | The Children’s Carol (1)      | 5. Dez. 1977         | 14. Dez. 1994                         | Philip Leacock  | Kathleen Hite                               |
| 139        | 14        | Traurige Weihnachtszeit – Teil 2 | The Children’s Carol (2)      | 5. Dez. 1977         | 15. Dez. 1994                         | Philip Leacock  | Kathleen Hite                               |
| 140        | 15        | Das Fest                         | The Celebration               | 22. Dez. 1977        | 26. Okt. 1980                         | Gwen Arner      | Marion Hargrove                             |
| 141        | 16        | Das Gerücht                      | The Rumor                     | 5. Jan. 1978         | 19. Dez. 1994                         | Ralph Waite     | Kathleen Hite                               |
| 142        | 17        | Frühling                         | Spring Fever                  | 12. Jan. 1978        | 19. Okt. 1980                         | Richard Chaffee | Claire Whitaker & Rod Peterson              |
| 143        | 18        | Musiker gesucht                  | The Festival                  | 26. Jan. 1978        | 30. Nov. 1980                         | Gwen Arner      | Michael McGreevey                           |
| 144        | 19        | Ein ganz besonderer Tag          | The Anniversary               | 2. Feb. 1978         | 11. Jan. 1981                         | Walter Alzmann  | Claire Whitaker & Rod Peterson              |
| 145        | 20        | Familienforschung                | The Family Tree               | 9. Feb. 1978         | 14. Dez. 1980                         | Lawrence Dobkin | Thomas Hood Idee: Joyce Perry & Thomas Hood |
| 146        | 21        | Das Unglück – Teil 1             | The Ordeal (1)                | 16. Feb. 1978        | 28. Dez. 1980                         | Lawrence Dobkin | Paul West                                   |
| 147        | 22        | Das Unglück – Teil 2             | The Ordeal (2)                | 16. Feb. 1978        | 4. Jan. 1981                          | Lawrence Dobkin | Paul West                                   |
| 148        | 23        | John-Boy kehrt zurück – Teil 1   | The Return (1)                | 16. März 1978        | 18. Jan. 1981                         | Harry Harris    | Kathleen Hite                               |
| 149        | 24        | John-Boy kehrt zurück – Teil 2   | The Return (2)                | 16. März 1978        | 25. Jan. 1981                         | Harry Harris    | Kathleen Hite                               |
| 150        | 25        | Heiratspläne                     | The Revelation                | 23. März 1978        | 1. Feb. 1981                          | Gwen Arner      | D.C. Fontana & Richard Fontana              |
| 151        | 26        | Ein schweres Schicksal           | Grandma Comes Home            | 30. März 1978        | 8. Feb. 1981                          | Ralph Senensky  | Claire Whitaker & Rod Peterson              |

## Staffel 7
| Nr. (ges.) | Nr. (St.) | Deutscher Titel                | Originaltitel      | Erstausstrahlung USA | Deutschsprachige Erstausstrahlung (D) | Regie               | Drehbuch                             |
| ---------- | --------- | ------------------------------ | ------------------ | -------------------- | ------------------------------------- | ------------------- | ------------------------------------ |
| 152        | 1         | Ein Platz bleibt leer – Teil 1 | The Empty Nest (1) | 21. Sep. 1978        | 15. Feb. 1981                         | Philip Leacock      | Claire Whitaker & Rod Peterson       |
| 153        | 2         | Ein Platz bleibt leer – Teil 2 | The Empty Nest (2) | 21. Sep. 1978        | 22. Feb. 1981                         | Philip Leacock      | Claire Whitaker & Rod Peterson       |
| 154        | 3         | Gottes Zeit                    | The Calling        | 28. Sep. 1978        | 9. Jan. 1995                          | Gwen Arner          | Kathleen Hite                        |
| 155        | 4         | Der Schwarzbrenner             | The Moonshiner     | 12. Okt. 1978        | 1. März 1981                          | Lawrence Dobkin     | Jeb Rosebrook                        |
| 156        | 5         | Die Prüfung                    | The Obsession      | 19. Okt. 1978        | 8. März 1981                          | Gwen Arner          | Juliet Packer                        |
| 157        | 6         | Elizabeths Poltergeist         | The Changeling     | 26. Okt. 1978        | 22. Jan. 1995                         | Lawrence Dobkin     | Robert Pirosh                        |
| 158        | 7         | Der Maler aus Paris            | The Portrait       | 2. Nov. 1978         | 13. Jan. 1995                         | Ralph Senensky      | John Dunkel                          |
| 159        | 8         | Was ist los mit Corabeth       | The Captive        | 9. Nov. 1978         | 15. März 1981                         | Ralph Waite         | Ray Cunneff                          |
| 160        | 9         | Illusionen                     | The Illusion       | 16. Nov. 1978        | 22. März 1981                         | Walter Alzmann      | John McGreevey                       |
| 161        | 10        | Aus alten Zeiten               | The Beau           | 23. Nov. 1978        | 29. März 1981                         | Gwen Arner          | D.C. Fontana & Richard Fontana       |
| 162        | 11        | Dunkle Stunden                 | Day Of Infamy      | 7. Dez. 1978         | 5. Apr. 1981                          | Harry Harris        | Paul Savage                          |
| 163        | 12        | Liebeskummer                   | The Yearning       | 14. Dez. 1978        | 12. Apr. 1981                         | Nell Cox            | Juliet Packer                        |
| 164        | 13        | Spekulanten                    | The Boosters       | 28. Dez. 1978        | 19. Apr. 1981                         | Harry Harris        | Robert Pirosh                        |
| 165        | 14        | Jason, der Feigling            | The Conscience     | 4. Jan. 1979         | 24. Jan. 1995                         | Gwen Arner          | Michael McGreevey                    |
| 166        | 15        | Ein mutiger Kampf              | The Obstacle       | 11. Jan. 1979        | 26. Apr. 1981                         | William H. Bushnell | Curtis Dwight                        |
| 167        | 16        | Die Trennung                   | The Parting        | 18. Jan. 1978        | 13. Mai 1981                          | Harry Harris        | Kathleen Hite                        |
| 168        | 17        | Jim-Bobs Berufung              | The Burden         | 25. Jan. 1979        | 31. Jan. 1995                         | Harry Harris        | E.F. Wallengren                      |
| 169        | 18        | Alle lieben Erin               | The Pin-up         | 8. Feb. 1979         | 15. Mai 1981                          | Larry Stewart       | Juliet Packer                        |
| 170        | 19        | Ein harter Schlag für Ike      | The Attack         | 15. Feb. 1979        | 17. Mai 1981                          | Harry Harris        | E.F. Wallengren                      |
| 171        | 20        | Der schöne Traum               | The Legacy         | 22. Feb. 1979        | 24. Mai 1981                          | Gwen Arner          | William Parker Idee: Michael Learned |
| 172        | 21        | Das junge Paar                 | The Outsider       | 1. März 1979         | 31. Mai 1981                          | Philip Leacock      | Robert Pirosh                        |
| 173        | 22        | Gefahr für John                | The Torch          | 8. März 1979         | 7. Juni 1981                          | David F. Wheeler    | Rod Peterson                         |
| 174        | 23        | Sturzflug                      | The Tailspin       | 15. März 1979        | 14. Juni 1981                         | Walter Alzmann      | Claire Whitaker                      |
| 175        | 24        | Der Gründertag                 | Founder’s Day      | 22. März 1979        | 21. Juni 1981                         | Ralph Waite         | Kathleen Hite                        |

## Staffel 8
| Nr. (ges.) | Nr. (St.) | Deutscher Titel            | Originaltitel       | Erstausstrahlung USA | Deutschsprachige Erstausstrahlung (D) | Regie             | Drehbuch                             |
| ---------- | --------- | -------------------------- | ------------------- | -------------------- | ------------------------------------- | ----------------- | ------------------------------------ |
| 176        | 1         | Auge um Auge – Teil 1      | The Home Front (1)  | 20. Sep. 1979        | 8. Mai 1995                           | Harry Haris       | Claire Whitaker & Rod Peterson       |
| 177        | 2         | Auge um Auge – Teil 2      | The Home Front (2)  | 20. Sep. 1979        | 9. Feb. 1995                          | Harry Haris       | Claire Whitaker & Rod Peterson       |
| 178        | 3         | Die Verwandtschaft         | The Kinfolk         | 27. Sep. 1979        | 1. Mai 1985                           | Philip Leacock    | E.F. Wallengren                      |
| 179        | 4         | Das Abschlußzeugnis        | The Diploma         | 4. Okt. 1979         | 2. Mai 1985                           | Gwen Arner        | Kathleen Hite                        |
| 180        | 5         | Die Unschuldigen           | The Innocents       | 11. Okt. 1979        | 3. Mai 1985                           | Gwen Arner        | Juliet Packer                        |
| 181        | 6         | Hollywood                  | The Starlet         | 18. Okt. 1979        | 15. Feb. 1995                         | Philip Leacock    | D.C. Fontana & Richard Fontana       |
| 182        | 7         | John-Boys Kriegstagebuch   | The Journal         | 25. Okt. 1979        | 16. Feb. 1995                         | Philip Leacock    | Robert Pirosh                        |
| 183        | 8         | Der Ungläubige             | The Lost Sheep      | 1. Nov. 1979         | 17. Feb. 1995                         | Walter Alzmann    | E.F. Wallengren                      |
| 184        | 9         | Schweigen aus Angst        | The Violated (1)    | 8. Nov. 1979         | 20. Feb. 1995                         | Walter Alzmann    | Robert Pirosh                        |
| 185        | 10        | Banges Warten              | The Waiting (2)     | 22. Nov. 1979        | 21. Feb. 1995                         | Philip Leacock    | Kathleen Hite                        |
| 186        | 11        | Die silbernen Flügel       | The Silver Wings    | 29. Nov. 1979        | 4. Apr. 1985                          | Stan Lathan       | Michael McGreevey                    |
| 187        | 12        | Die Wette                  | The Wager           | 13. Dez. 1979        | 5. Mai 1985                           | Gwen Arner        | E.F. Wallengren Idee: Claylene Jones |
| 188        | 13        | Der fremde Gast            | The Spirit          | 20. Dez. 1979        | 24. Feb. 1995                         | Herbert Hirschman | Kathleen Hite                        |
| 189        | 14        | Die vollkommene Ehefrau    | The Fastidious Wife | 27. Dez. 1979        | 6. Mai 1985                           | Gwen Arner        | Loraine Despres                      |
| 190        | 15        | Ted Lapinskys Großvater    | The Unthinkable     | 3. Jan. 1980         | 28. Feb. 1995                         | Ralph Waite       | Daniel Ullman                        |
| 191        | 16        | Das Vorbild                | The Idol            | 10. Jan. 1980        | 7. Mai 1985                           | Gwen Arner        | Juliet Packer                        |
| 192        | 17        | Der Einbruch               | The Prodigals       | 17. Jan. 1980        | 2. März 1995                          | Stan Lathen       | Robert Pirosh                        |
| 193        | 18        | Fast wie früher            | The Remembrance     | 24. Jan. 1980        | 8. Mai 1995                           | Herbert Hirschman | Marion Hargrove                      |
| 194        | 19        | Die Operation              | The Inspiration     | 31. Jan. 1980        | 9. Mai 1985                           | Ralph Waite       | E.F. Wallengren                      |
| 195        | 20        | Der letzte Strohhalm       | The Last Straw      | 7. Feb. 1980         | 10. Mai 1985                          | Harry Harris      | William Parker                       |
| 196        | 21        | Der Handlungsreisende      | The Traveling Man   | 14. Feb. 1980        | 11. Mai 1985                          | Herbert Hirschman | Kathleen Hite                        |
| 197        | 22        | Katey Anne                 | The Furlough        | 21. Feb. 1980        | 9. März 1995                          | Harry Harris      | Juliet Packer                        |
| 198        | 23        | Zwei Seiten einer Medaille | The Medal           | 28. Feb. 1980        | 10. März 1995                         | Walter Alzmann    | Rod Peterson                         |
| 199        | 24        | Abschied nehmen            | The Valediction     | 13. März 1980        | 11. März 1995                         | Harry Harris      | Claire Whitaker                      |

## Special
| Nr. | Deutscher Titel | Originaltitel           | Erstausstrahlung USA | Deutschsprachige Erstausstrahlung (D) | Regie                         | Drehbuch    |
| --- | --------------- | ----------------------- | -------------------- | ------------------------------------- | ----------------------------- | ----------- |
| 1   | —               | A Decade of The Waltons | 22. Mai 1980         | —                                     | Harry Harris & Philip Leacock | Earl Hamner |

## Staffel 9
| Nr. (ges.) | Nr. (St.) | Deutscher Titel                 | Originaltitel     | Erstausstrahlung USA | Deutschsprachige Erstausstrahlung (D) | Regie              | Drehbuch                       |
| ---------- | --------- | ------------------------------- | ----------------- | -------------------- | ------------------------------------- | ------------------ | ------------------------------ |
| 200        | 1         | Ein echter Freund – Teil 1      | The Outrage (1)   | 27. Nov. 1980        | 9. Juni 2000                          | Philip Leacock     | Claire Whitaker & Rod Peterson |
| 201        | 2         | Ein echter Freund – Teil 2      | The Outrage (2)   | 27. Nov. 1980        | 12. Juni 2000                         | Philip Leacock     | Claire Whitaker & Rod Peterson |
| 202        | 3         | Das Versprechen                 | The Pledge        | 4. Dez. 1980         | 8. Juni 2000                          | Lawrence Dobkin    | Kathleen Hite                  |
| 203        | 4         | Freud und Leid                  | The Triumph       | 18. Dez. 1980        | 13. Juni 2000                         | Philip Leacock     | Robert Pirosh                  |
| 204        | 5         | Die Vorahnung                   | The Premonition   | 25. Dez. 1980        | 14. Juni 2000                         | Bernard McEveety   | E.F. Wallengren                |
| 205        | 6         | Ein unerwarteter Besuch         | The Pursuit       | 1. Jan. 1981         | 15. Juni 2000                         | Philip Leacock     | Michael McGreevey              |
| 206        | 7         | Endlich Frieden!                | The Last Ten Days | 8. Jan. 1981         | 16. Juni 2000                         | Bérnard McEveety   | Marion Hargrove                |
| 207        | 8         | Große Pläne                     | The Move          | 15. Jan. 1981        | 19. Juni 2000                         | Harvey S. Laidman  | Kathleen Hite                  |
| 208        | 9         | Liebe auf den ersten Blick      | The Whirlwind     | 22. Jan. 1981        | 22. Juni 2000                         | Nell Cox           | Claire Whitaker                |
| 209        | 10        | Abschied für immer              | The Tempest       | 5. Feb. 1981         | 23. Juni 2000                         | Gabrielle Beaumont | E.F. Wallengren                |
| 210        | 11        | Das Karussell                   | The Carousel      | 12. Feb. 1981        | 21. Juni 2000                         | Herbert Hirschman  | Robert Pirosh                  |
| 211        | 12        | Geliebte Freiheit               | The Hot Rod       | 19. Feb. 1981        | 20. Juni 2000                         | Bob Sweeney        | Scott Hamner                   |
| 212        | 13        | Die goldenen Uhr                | The Gold Watch    | 26. Feb. 1981        | 26. Juni 2000                         | Walt Gilmore       | Juliet Packer                  |
| 213        | 14        | Toleranz ist nicht nur ein Wort | The Beginning     | 5. März 1981         | 29. Juni 2000                         | Lawrence Dobkin    | Kathleen Hite                  |
| 214        | 15        | Die Versöhnung                  | The Pearls        | 12. März 1981        | 27. Juni 2000                         | James Sheldon      | Mary Worrell                   |
| 215        | 16        | Der Schrecken des Krieges       | The Victims       | 19. März 1981        | 30. Juni 2000                         | Lawrence Dobkin    | Juliet Packer                  |
| 216        | 17        | Der große Schwarm               | The Threshold     | 2. Apr. 1981         | 28. Juni 2000                         | Herbert Hirschman  | Scott Hamner                   |
| 217        | 18        | Das sechste Gebot               | The Indiscretion  | 7. Mai 1981          | 3. Juli 2000                          | James Sheldon      | E.F. Wallengren                |
| 218        | 19        | Die Liebe ist eine Himmelsmacht | The Heartache     | 14. Mai 1981         | 6. Juli 2000                          | Herbert Hirschman  | Kathleen Hite                  |
| 219        | 20        | Eine neue Liebe                 | The Lumberjack    | 21. Mai 1981         | 4. Juli 2000                          | Harvey S. Laidman  | Carol Zeitz                    |
| 220        | 21        | Verzweiflungstat                | The Hostage       | 28. Mai 1981         | 5. Juli 2000                          | Herbert Hirschman  | Marjorie Fowler                |
| 221        | 22        | Nostalgie                       | The Revel         | 4. Juni 1981         | 7. Juli 2000                          | Harry Harris       | Scott Hamner                   |

## Fernsehfilme
| Nr. | Deutscher Titel                 | Originaltitel                         | Erstausstrahlung USA | Deutschsprachige Erstausstrahlung (D) | Regie               | Drehbuch                         |
| --- | ------------------------------- | ------------------------------------- | -------------------- | ------------------------------------- | ------------------- | -------------------------------- |
| 1   | Hochzeit mit Hindernissen       | A Wedding on Walton’s Mountain        | 22. Feb. 1982        | 30. März 1991                         | Lee Philips         | Marjorie Fowler & Claylene Jones |
| 2   | Muttertag                       | Mother’s Day on Walton’s Mountain     | 9. Mai 1982          | 6. Apr. 1991                          | Gwen Arner          | Juliet Packer                    |
| 3   | Ein großer Tag für Elizabeth    | A Day for Thanks on Walton’s Mountain | 22. Nov. 1982        | 13. Apr. 1991                         | Harry Harris        | Kathleen Hite                    |
| 4   | Das Familientreffen der Waltons | A Walton Thanksgiving Reunion         | 21. Nov. 1993        | 30. Juli 2000                         | Harry Harris        | Claire Whitaker & Rod Peterson   |
| 5   | Eine Walton-Hochzeit            | A Walton Wedding                      | 12. Feb. 1995        | 6. Aug. 2000                          | Robert Ellis Miller | Claire Whitaker & Rod Peterson   |
| 6   | Nachwuchs für John Boy          | A Walton Easter                       | 30. März 1997        | 24. Apr. 2000                         | Bill Corcoran       | Julie Sayres                     |